# Mor Thiam
Mor Thiam é um renomado percussionista de Jazz senegalês, pai de Aliaune Thiam (conhecido como Akon), renomado rapper que faz sucesso nos Estados Unidos.